# Sara Dary Armbruster
Sara Dary Armbruster (Filadelfia, Estados Unidos, 29 de septiembre de 1862-2 de septiembre de 1911) fue una empresaria y editora estadounidense.

## Biografía
Nació en Filadelfia, en el estado de Pensilvania, en el seno de una familia rica, lo que le permitió vivir en abundancia los primeros años de su vida. Sin embargo, cuando tenía 17, una serie de reveses dejaron a la familia en la pobreza; además, quedó aquejada de parálisis. Aun así, ante la precaria situación que la acuciaba tanto a ella como a su familia, arrendó Irving House, un hotel de noventa y cinco habitaciones, y consiguió sacarlo adelante y superar los problemas económicos.
Contrajo matrimonio joven y tuvo tres hijos, aunque dos de ellos fallecieron pronto.
Ejerció de editora del Woman's Journal, una publicación semanal comprometida con las causas de las mujeres. Asimismo, mostró interés por los movimientos filantrópicos.

## Atribución
- Este artículo contiene texto traducido desde una publicación que se encuentra ahora en dominio público: Willard, Frances Elizabeth; Livermore, Mary Ashton Rice (1897). American Women: Fifteen Hundred Biographies with Over 1,400 Portraits : a Comprehensive Encyclopedia of the Lives and Achievements of American Women During the Nineteenth Century. Mast, Crowell & Kirkpatrick.

- Datos: Q41359638